# Thomas Guénolé
Pour les articles homonymes, voir Guénolé.
Thomas Guénolé, né le 13 septembre 1982 à Falaise (Calvados), est un politologue et un intellectuel de gauche français.
Ses travaux et engagements portent principalement sur l'analyse critique de la mondialisation, sur la xénophobie et sur la montée de l'extrême droite.  
Considéré comme le disciple d'Emmanuel Todd, il a notamment été l'un des conseillers politiques de Jean-Louis Borloo au début des années 2010.  
Compagnon de route, puis membre de La France insoumise, Thomas Guénolé cofonde en 2017 l'école de formation des militants du parti, qu'il dirige en collaboration avec Manon Le Bretton. Il quitte LFI en 2019. 

## Biographie

### Enfance
Thomas Guénolé est né le 13 septembre 1982 d'un père breton et d'une mère d'origine polonaise, avec « des racines ashkénazes en lignée maternelle directe ». Il grandit à Nice dans un milieu situé politiquement à droite et suit ses études dans un lycée catholique, l'Institut Stanislas.
Adolescent, il crée un syndicat dans son lycée et conduit le blocage de l'établissement.

### Formation
Diplômé en affaires publiques de Sciences Po Paris (2005) et diplômé en entrepreneuriat d'EM Lyon Business School (2007), il est docteur en science politique de l'Institut d'études politiques de Paris (2013),. 
Il est considéré comme le disciple d'Emmanuel Todd,, qui, selon La Voix du Nord, l'a « adoubé ».

### Carrière
Thomas Guénolé a enseigné à l'Institut d'études politiques de Paris de 2010 à 2017. Il a enseigné la géopolitique à l'université Paris-Est-Créteil-Val-de-Marne, et la démographie à l'université Panthéon-Assas,. Il a été chercheur associé à l'Institut de relations internationales et stratégiques de 2017 à 2018 et a également donné des cours à l'EM Lyon Business School,.
En 2011, il est consultant politique auprès de Jean-Louis Borloo. Selon ce dernier, à l'époque Thomas Guénolé était « un chercheur, méthodique, imaginatif, légèrement provocateur. Une sorte de professeur Nimbus ou de Dominique Wolton quand il était jeune ». En 2015, Le Lab d'Europe 1 indique que le cabinet Vox Politica, qu'il a co-fondé avec son épouse, la communicante Katerina Ryzhakova, « produit des notes pour plusieurs partis, FN excepté » : le cabinet Vox Politica cesse ses activités en 2016. En 2016, Mediapart affirme qu'il conseille Arnaud Montebourg. Interrogé à ce sujet, le politologue déclare : « Je ne conseille pas Arnaud Montebourg. Je ne peux pas être plus clair ».
De 2013 à 2016, il est chroniqueur politique au Plus de L'Obs. De 2016 à 2017, il tient la chronique « Salauds de jeunes ! », sur le conflit des générations, dans le mensuel Néon.En 2017, il rejoint l'émission de radio Hondelatte raconte présentée par Christophe Hondelatte sur Europe 1, en tant qu'éditorialiste. Le 22 septembre 2017, Le Monde lui consacre un portrait, le qualifiant de « politologue devenu éditorialiste insoumis ».
En septembre 2024, il devient chroniqueur de l'émission Touche pas à mon poste ! de Cyril Hanouna sur C8.
Il intervient régulièrement dans les médias écrits et audiovisuels français et internationaux, tantôt en tant qu'analyste de la vie politique,, tantôt en tant qu'intellectuel engagé.

#### Chronique sur RMC et controverse sur sa suppression
De mars 2015 jusqu'à sa suppression en novembre 2015,, Thomas Guénolé tient une chronique d'analyse et d'éditorial politiques intitulée « Guénolé, du concret » sur RMC dans l'émission Bourdin Direct présentée par Jean-Jacques Bourdin.
Selon Le Point, la suppression de cette chronique fait suite à des pressions du ministère de l’Intérieur, après l'épisode du 17 novembre 2015 que Thomas Guénolé a consacré aux accusations par la presse de dysfonctionnement de la sécurité intérieure lors des attentats du 13 novembre : dans un courriel cité par le magazine, la direction de la rédaction de RMC écrit que, par mécontentement sur la teneur de cette chronique, « le ministère de l’Intérieur ainsi que tous les services de police invités sur l’antenne ont refusé de venir sur RMC », et que « la plupart des sources de [leurs] spécialistes police se sont tues […] mettant en difficulté tout le travail de la rédaction pour obtenir et vérifier des informations ». Thomas Guénolé commente ce blackout en déclarant : « Ce genre de pressions, c'est glaçant ».
Dans cette chronique du 17 novembre, Thomas Guénolé reprenait des informations de la publication professionnelle La Lettre A selon lesquelles le soir de l'attentat, la Brigade de recherche et d'intervention (BRI) n'avait que trois membres de garde : le ministère a réagi en déclarant que douze policiers étaient d'astreinte à leur domicile et que l'intervention s'était déroulée « dans des délais normaux »,, ce à quoi Thomas Guénolé a répondu : « De garde et d'astreinte, ça n'est pas la même chose ».
Cité par Le Monde, le ministère de l’Intérieur reconnaît « un mouvement d’humeur de gens blessés qui n’ont pas envie d’intervenir sur RMC et de faire plaisir à cette station », tout en démentant tout « boycott punitif ». Selon l'ONG internationale Index on Censorship, la suppression de cette chronique est emblématique de menaces sur la liberté de la presse posées par l'état d'urgence en France.
RMC reproche a posteriori à cette chronique d'évoquer de possibles sanctions, notamment la démission du ministre de l'Intérieur Bernard Cazeneuve. Thomas Guénolé a répondu : « RMC dit que j’ai porté des « accusations graves, non vérifiées », mais la construction de ma chronique était de dire qu’il fallait les vérifier »,.

## Principales œuvres et accueil critique

### Les jeunes de banlieue mangent-ils les enfants?(2015)

#### Théorie de la «balianophobie» et autres thèses du livre
Selon Guénolé, il est faux de penser que les jeunes de banlieue n'aimeraient pas la France et seraient réticents à s'intégrer. S'appuyant sur un rapport de l’Observatoire national des zones urbaines sensibles datant de 2011, il affirme que 90 % des jeunes de banlieue « se sentent français ». En revanche, il est vrai que « moins de 60 % se sentent perçus comme de vrais Français ».

#### Réception critique
Emmanuel Todd, qui a préfacé l’ouvrage, le qualifie de « livre de combat ».
Dans la revue Lectures, Éric Keslassy estime que l'ouvrage manque de rigueur méthodologique et fait la promotion de généralités insuffisamment fondées. Il soupçonne d'angélisme son auteur, qui prétend déconstruire une représentation caricaturale de la jeunesse des quartiers populaires français. Si le sociologue juge pertinente la mise en avant des difficultés réelles rencontrées par les jeunes de banlieue : chômage, ségrégation scolaire et racisme, il reproche à l'auteur de minimiser, voire d'occulter, des facteurs endogènes à la société banlieusarde comme les responsabilités individuelles, la place de l'Islam, le développement de ce qui pourrait s'apparenter à du « racisme antiblanc », et l'affirmation, par certains jeunes, de ne pas se sentir français. Selon Éric Keslassy, l'ouvrage traite de l'antisémitisme, mais néglige l'apport des études existantes sur ce sujet. S'il décrit longuement l'influence d'Alain Soral et Dieudonné, il fait l'impasse sur une analyse approfondie du rôle de la colonisation, le statut constesté des Juifs dans le Coran, etc. Éric Keslassy estime également que l'ouvrage ne fournit pas d'éléments probants pour soutenir la thèse selon laquelle les banlieues seraient en voie de « désislamisation ».
Les Inrockuptibles notent que l'auteur a travaillé à partir « d’études statistiques, d’ouvrages universitaires, d’enquêtes de terrain » (à Stains et Clichy-sous-Bois notamment) et d’entretiens avec des jeunes de banlieue et des travailleurs sociaux, mais lui reprochent une bibliographie qui « s'apparente plus à une revue de presse qu'à une recension de livres de référence » et qui ne fait pas assez mention des « travaux des sociologues des banlieues qui l'ont précédé », comme Gilles Kepel, Marwan Mohammed ou Didier Lapeyronnie. Ils affirment en outre que des études récentes constatent un retour du religieux chez les jeunes musulmans.
Sur le plateau d’On n'est pas couché en octobre 2015, Léa Salamé considère que ce livre est « salutaire », en raison de sa déconstruction des clichés médiatiques sur les jeunes de banlieue et de sa description de la « misère sociale immense » dans les banlieues. En revanche, elle se dit « extrêmement gênée » qu'il base sa thèse de la « désislamisation » sur « une enquête qui s'arrête en 2011 », et affirme que cette thèse est démentie par les travaux de sociologues de référence, notamment Gilles Kepel et Hugues Lagrange, ce dernier notant par exemple que 30 % des 21-25 ans ont une présence régulière à la prière. Thomas Guénolé reconnaît ce chiffre mais déclare qu'il est en baisse par rapport à la génération précédente. Yann Moix estime pour sa part que ce livre est « réussi » et « intelligent », jugeant qu'il « n'inquiète pas aux endroits qui sont officiellement inquiétants » et qu'il « est rassurant là où on pensait ne pas l'être ».
Dans sa critique pour Paris Match, le rédacteur en chef Gilles Martin-Chauffier soutient la thèse de Thomas Guénolé, affirmant par exemple que les Français musulmans « ne prennent plus la religion, dans leur immense majorité, que comme une respectable tradition folklorique ». Il estime que « dans ce livre, soudain, on s’aperçoit que les hommes-grenades dégoupillés par l’endoctrinement sont du côté le plus noble, celui couvert de décorations universitaires et médiatiques », et que ses lecteurs auront « une idée un peu plus juste de ces gens qui se sentent aussi français que nous mais ne se sentent pas reconnus ».
Selon le journaliste canadien Jean-Philippe Cipriani, « on pourrait qualifier ce livre – déjà que le titre est assez fabuleux – de petit guide d’autodéfense intellectuelle à l’égard des discours alarmistes sur le terrorisme, des discours xénophobes anti-immigration. Il déconstruit beaucoup de propos qui sont tenus par les Éric Zemmour, par Marine Le Pen ou Finkielkraut ». A contrario, Benoît Rayski, contributeur régulier d'Atlantico et du site d'extrême droite Boulevard Voltaire, reproche au livre de trop mettre en avant ce qui est positif et pas assez ce qui est négatif dans les banlieues, comme s'il ne fallait pas se focaliser sur les « 1 200 jeunes Français » partis faire le jihad en Syrie ou en Irak mais plutôt remarquer que « des centaines de milliers de jeunes Français ne sont pas partis faire le jihad ».

### La Mondialisation malheureuse(2016)
Pour La Croix, ce livre est une « réplique à La mondialisation heureuse que vantait l’essayiste Alain Minc en 1997 », et s’inscrit dans un très vaste mouvement d’opinion mondial hostile au libre-échange.
Chroniqueuse littéraire pour France Inter, Juliette Arnaud juge que « Thomas Guénolé renomme les choses, il remet les points sur les i. […] Il nous dit qu’« évasion fiscale », c’est vraiment très joli pour dire « désertion fiscale » ; que « port franc », ça devrait plutôt se dire « trou noir portuaire ; […] que la finance, elle a un visage, ils sont 62 » (c'est une allusion aux 62 personnes les plus riches du monde, possédant autant que les 3,5 milliards les plus pauvres). Elle estime que son livre est « pédagogue » avec des « ponts intellectuels et culturels rassurants ». Elle souligne qu’il considère que se limiter à agir dans la sphère associative et civile, sans engagement politique, est « une erreur de raisonnement et une faute politique fondamentale ». Elle conclut qu'« après lecture de ce livre, vous pourrez répondre à ceux qui vous assènent doctement que face à la mondialisation malheureuse il n’y a pas d’alternative, et que c’est soit ça soit les goulags ; vous pourrez leur répondre : « Faux ! », […] avec des arguments solides ».

### Islamopsychose: pourquoi la France diabolise les musulmans(2017)

#### Reprise de la théorie du désir mimétique et autres thèses du livre
Comparant l'argumentation anti-musulmans de Valeurs actuelles à celle de la presse antisémite durant l'Affaire Dreyfus, il considère que l'islamopsychose contemporaine est comparable à l'antisémitisme français de la fin du XIXe siècle. Il estime en outre que les propos de Manuel Valls ministre auraient joué un rôle-clé dans la propagation de l'islamopsychose.

#### Réception critique
En marge de la publication d'un entretien avec lui consacré à Islamopsychose, Le Monde des religions qualifie Thomas Guénolé de « spécialiste reconnu » de l'islam de France et constate que son analyse est diamétralement à l'opposé de celle du préfet Didier Leschi, ancien artisan de la naissance du Conseil français du culte musulman auprès du ministre de l'Intérieur Jean-Pierre Chevènement.

### Antisocial: la«guerre sociale»est déclarée(2018)
Selon Le Monde diplomatique, « Thomas Guénolé (…) offre avec cet ouvrage une boîte à outils pour s’opposer activement au projet qui vise à mettre à terre le service public français et à démolir notre modèle social. (…) L’auteur déconstruit les croyances néolibérales et leurs justifications par grands secteurs (…). La dynamique de résistance est éclairée par deux chapitres historiques rappelant comment des combats jugés perdus d’avance se sont conclus par des coups de théâtre, comment des victoires ont été rendues possibles par des luttes politiques et syndicales — dont la grève générale partant de la base. Guénolé appelle à se souvenir de ces conquêtes pour préparer celles des temps qui viennent ».
Le magazine Marianne estime que « Thomas Guénolé publie un livre en forme de coup de poing ». Il « signe une déconstruction systématique de la doxa dont nous abreuve le discours ambiant à propos de la question sociale (…). Que n'entend-on pas à propos des salauds de pauvres, des chômeurs, fainéants, des grévistes qui prennent les Français en otages ou des fonctionnaires qui se la coulent douce ? Thomas Guénolé remet les paroles à l'endroit ».
Pour le journal L'Humanité, « puisqu’il convient de déconstruire systématiquement cette novlangue scandaleuse, lisez le livre que publie Thomas Guénolé, Antisocial, qui s’attache à remettre les paroles à l’endroit et à ne rien laisser passer à ceux qui mènent une guerre de classes… et pensent qu’ils sont en train de la gagner. Une invitation à se réveiller, en somme ! ».

### Le Livre noir de la mondialisation(2020)
Selon Jacques Attali, qui a débattu des thèses de ce livre noir avec l’auteur, « ce livre contient beaucoup d’informations et il est argumenté aussi honnêtement que possible ». Il estime que, plutôt qu’un livre noir de la mondialisation, le livre de Guénolé est en réalité un Livre noir du capitalisme. S'il est globalement en désaccord avec son plaidoyer protectionniste, Attali approuve l’idée défendue par Guénolé selon laquelle « les décès provoqués par des décisions implicites sont aussi insupportables que ceux qui sont dus à des décisions explicites ».
Selon Le Monde diplomatique, « en appuyant sa réflexion, entre autres, sur l’essor du capitalisme au XVe siècle et sur la construction de l’économie guerrière, aux États-Unis, depuis la seconde guerre mondiale, le politiste Thomas Guénolé tente de mesurer le coût humain et social du système économique dominant. Fondé sur l’étude des étapes-clés ayant conduit à la dérégulation des marchés financiers au bénéfice des pays du Nord, l’ouvrage fournit un éclairage sur les effets du néolibéralisme aux échelles locale et internationale : destruction des écosystèmes, privatisation du secteur public, inégalités d’accès aux soins, concentration des richesses, pollution atmosphérique, dégradation des conditions de travail ».
Selon l'Office universitaire de recherche socialiste (OURS), « ce livre fait du bien parce qu'il rappelle la dimension économique des faits. Que, derrière chaque évènement, le capitalisme reste à la manœuvre. Pas forcément pour en tirer les ficelles, mais pour en tirer profit. (…) Guénolé appelle de ses vœux une "démondialisation" théorisée par le Philippin Walden Bello et portée par le retour en grâce du protectionnisme. Les historiens, qui savent qu'aucun fait n'est éternel, ne sauraient lui donner tort ».
Selon Pierre Guerlain, professeur émérite de civilisation américaine, dans une recension du livre pour la revue Recherches internationales, « Guénolé démonte chacun des mécanismes de la prédation organisée et indique aussi les voies à suivre pour la contrecarrer. Cet ouvrage est donc tout à fait important pour toutes les mouvances authentiquement progressistes. Il est facile d’accès, mais sans concession sur le plan conceptuel ».
Selon La Provence, Thomas Guénolé « a mené une solide enquête, point par point. (…) La domination financière et commerciale américaine, le rôle du FMI, (…) l’économie guerrière, l’implantation des multinationales et les guerres minières, la course aux terres arables, (…) la catastrophe écologique et le rôle qu’y jouent les multinationales : Guénolé passe tout au crible, de manière sectorielle et géographique. Le réquisitoire est implacable ».

### Le Souverainisme(2022)
Thomas Guénolé est l’auteur du Que sais-je sur le souverainisme, paru aux Presses universitaires de France. 
Observant que « les totems des uns sont les tabous des autres », Marianne établit un parallèle entre le Que sais-je de Guénolé sur le souverainisme et celui de Jacques Sapir sur le protectionnisme. Le magazine estime qu’« avec un grand souci de clarté, sous la forme de petits livres académiques, les deux auteurs abordent leur sujet en prenant soin de revenir sur les origines de ces doctrines politiques qui se complètent ».
Selon Il Giornale, la lecture du livre du chercheur montre que la souveraineté n'est ni une théorie ni une idéologie politique, et qu'elle se rapporte à une très grande variété d'expériences, à gauche comme à droite, la souveraineté économique donnant par exemple aux discours de Marine Le Pen des accents « sociaux-démocrates ». Le journal estime que Guénolé échoue alors à expliquer en quoi le souverainisme diffère du nationalisme.

## Analyses du système politique et médiatique

### Sur la droite
En septembre 2016, en vue de la primaire présidentielle du parti Les Républicains, il juge que tous les candidats ayant sensiblement le même programme économique, le clivage fondamental est « la bataille des quatre i : islam, insécurité, immigration, identité ». Il déclare répétitivement que les sondages ne sont absolument pas fiables et ne peuvent donc pas prédire le résultat de la primaire,. Il juge que le succès de François Fillon au premier tour de la primaire est une « bonne nouvelle pour la démocratie », parce que c’est « lié à la performance de Fillon pendant les débats télévisés ». Sur le fond, il qualifie le programme de François Fillon de « catho-thatchérisme ».

### Sur l'extrême droite
En décembre 2016, dans le contexte de la montée des tensions entre Florian Philippot et Marion Maréchal-Le Pen, il juge que Florian Philippot entreprend depuis 2011 un « détournement du FN historique » pour en faire un parti à sa main, et que le vice-président du parti cherche à « faire le ménage » en marginalisant la petite-fille de Jean-Marie Le Pen. Il considère par ailleurs que Marion Maréchal-Le Pen est l'héritière de Jean-Marie Le Pen « moins l'antisémitisme ».

### Sur les Indigènes de la République
Le 18 mars 2016, sur le plateau de l'émission Ce soir (ou jamais !) présenté par Frédéric Taddeï, il assène à Houria Bouteldja, porte-parole des Indigènes de la République, en s'appuyant sur des citations de son livre qu'il lit à l'antenne, qu'elle est « antisémite », « raciste » et « homophobe ». Ce à quoi elle répondra qu'il est « vrai, je suis réputée raciste anti-blanc, antisémite et homophobe. Je le dis sur ce plateau, je me fous complètement de ce que l’on dit de moi. Moi, je mène ma lutte qui est une lutte antiraciste ».

### Analyse critique des médias de masse
Le 26 août 2017, Thomas Guénolé fait partie des intervenants de la conférence « Faut-il « dégager » les médias ? » animée par Sophia Chikirou lors des universités d'été de La France insoumise. Il y compare le paysage audiovisuel français à une « nouvelle Église » qui a « son dogme », « ses inquisiteurs » et « ses hérétiques ». Il affirme que nombre de journalistes « résistent autant qu’ils peuvent en interne », ce qui se traduit par la sortie de « scoops défavorables au système en place qui sortent régulièrement dans les médias mainstream », mais il estime que « tenir une ligne éditoriale anti-système, c’est prendre un risque pour sa carrière ». Il expose la nécessité selon lui de « casser le monopole audiovisuel pro-système » via la création d'« un grand média audiovisuel altersystème » qui soit « altermondialiste », « pluraliste », « humaniste », « antiraciste », « féministe ». La conférence déclenche une forte controverse dans les médias français,,. Notamment, l'expression « dégager » du titre de la conférence, qui renvoie au concept politique de dégagisme, est fustigée par plusieurs éditorialistes et commentateurs, notamment Jean-Michel Aphatie et Raphaël Glucksmann : Thomas Guénolé réagit dans Marianne en les accusant de « malhonnêteté intellectuelle » et de « sophismes ».

## Prises de position

### Engagement pour le désarmement nucléaire mondial
Thomas Guénolé est le parrain en France de la Campagne internationale pour l'abolition des armes nucléaires (ICAN), récipiendaire du Prix Nobel de la paix en 2017.

### Engagement contre l'extrême droite et création du RRED
En 2024, durant l'entre-deux tours des élections législatives françaises de 2024, dans le contexte d'une possible victoire du Rassemblement national, Thomas Guénolé annonce sur franceinfo la création du Réseau de résistance à l'extrême droite (RRED), dont les principales méthodes seront le refus par les fonctionnaires d’exécuter certains ordres, la désobéissance civile, et l’activisme judiciaire,,. Le RN n'ayant pas remporté les élections, Guénolé annonce que le RRED sera prêt en cas de victoire de l'extrême droite en 2027.

### Engagement à gauche
Thomas Guénolé s'est d'abord décrit en 2015 comme n'étant « pas de droite, pas de gauche, et anti-FN ». Postérieurement, Libération le classe dans la « nouvelle génération [des] intellectuels de gauche » français prêts à « affronter [les] polémistes ultra-médiatisés ». La Voix du Nord le définit comme un « anti-Finkielkraut revendiqué ». Atlantico le qualifie de « politologue classé à gauche ».
Le 20 novembre 2016, dans une tribune publiée par Libération, il appelle les électeurs de gauche à ne pas aller voter à la primaire du parti de droite Les Républicains et indique qu'en tant qu'électeur de gauche il n'ira pas. Il invoque notamment l'éthique de réciprocité, ainsi que le parjure qu'implique la déclaration sur l'honneur de partager les valeurs de la droite et du centre.
Le 11 novembre 2017, un portrait de Thomas Guénolé par Les Inrockuptibles indique que Thomas Guénolé a grandi dans une famille de droite, qu'« a posteriori il pense avoir été gaulliste social vers ses 16 ans », et que son premier moteur pour quitter la droite fut son rejet de Nicolas Sarkozy. Il a ensuite migré par paliers vers la gauche au fil des ans.

### Engagement à la France insoumise puis rupture (2017-2019)

#### Rapprochement avec La France insoumise
Le 26 août 2017, à l'occasion d'une conférence de l'université d'été de La France insoumise de Jean-Luc Mélenchon dont il est l'un des intervenants, il se déclare « politologue insoumis » et qualifie cette annonce de « coming out politique ». Le 28 août, Le Parisien le décrit comme « proche de La France insoumise ».
Thomas Guénolé participe à la conférence Faut-il dégager les médias ? pendant l'Université d'été de La France insoumise le 26 août 2017. Au cours de cette conférence, il attaque en le nommant le journaliste Patrick Cohen, qui selon lui n'interviewe pas mais vous « arrache des aveux ». Patrick Cohen y voit une allusion à une séance de torture et réplique le 28 août 2017, lors de C'est à vous sur la chaîne France 5, en qualifiant Thomas Guénolé de « pseudo-politologue ». Thomas Guénolé répond sur Twitter : « Patrick Cohen m'ayant traité de "pseudo-politologue" chez C'est à vous, je tiens mon diplôme de doctorat en science politique à sa disposition ».
Le 22 septembre 2017, Libération annonce la création d'un nouveau média, baptisé Le Média, par Sophia Chikirou, Gérard Miller, Sébastien Vilgrain et Henri Poulain. Citée par le journal, Sophia Chikirou déclare que la ligne éditoriale sera « humaniste, progressiste, écologique, féministe » et que le média sera « pluraliste ». Thomas Guénolé s'enthousiasme pour le projet, qu'il assimile au « combat culturel d'une contre-société » déjà existante et composée de millions d'individus, qui pourraient ainsi obtenir leur « propre espace audio-visuel ». Libération annonce Thomas Guénolé, Aude Lancelin et Guillaume Meurice comme signataires du futur manifeste éditorial de Le Média. Le 25 septembre, le manifeste est publié par Le Monde.
Alexis Corbière, porte-parole et député de La France insoumise, a rencontré Thomas Guénolé en 2012, puis, selon Le Monde, est devenu son ami. Il déclare au sujet de Thomas Guénolé : « Son intelligence nous est utile. Il a le mérite d’être carré, de forger des arguments pertinents et efficaces. Il maîtrise bien la rhétorique et c’est un esprit libre ».
Le 18 janvier 2018, L'Obs et l'Agence France-Presse annoncent que La France insoumise va créer son « école de formation » à destination des militants, et que Thomas Guénolé en sera le copilote avec l'enseignante et militante FI Manon Le Bretton. Le 29 janvier 2018, l'« école de Formation Insoumise » est officiellement créée par La France insoumise : Thomas Guénolé en est coresponsable,,,,.

#### Rupture avec La France insoumise et comportement «inapproprié» controversé
Le 18 avril 2019, dans un communiqué publié sur les réseaux sociaux, Thomas Guénolé rompt avec La France insoumise. Il accuse Jean-Luc Mélenchon de gouverner La France insoumise « en autocrate ». Qualifiant Manuel Bompard d'« homme de paille [et de] paratonnerre », il déclare que La France insoumise est organisée « comme une dictature [où Jean-Luc Mélenchon] décide de tout ce qui compte en symbiose avec Sophia Chikirou ». Il affirme que « la démocratie interne » à LFI est « un simulacre » : les militants « ne peuvent voter qu’en bloc sur des textes préparés par l’appareil central [et] il n’y a jamais de vote pour départager deux lignes sur un point qui divise les militants ». Il révèle que juridiquement, La France insoumise est une association sans adhérents avec pour seul organe son bureau. Il affirme que Charlotte Girard, pressentie tête de liste LFI aux européennes, a été « placardisée dès lors qu’elle s’est alarmée de la présence de Sophia Chikirou dans le dispositif de campagne ». Il estime que Sophia Chikirou « risque objectivement une condamnation judiciaire [et que] la maintenir prestataire de campagnes électorales [est donc] un risque judiciaire extrêmement grave ». Dans l'affaire du compte de campagne présidentielle de Jean-Luc Mélenchon, Guénolé considère qu'il existe « un risque judiciaire élevé de condamnation de Jean-Luc Mélenchon, avant la prochaine élection présidentielle, à une peine d’inéligibilité »,,.
Peu après, La France insoumise déclare dans un premier communiqué que son « comité électoral a reçu un signalement d’une jeune femme dénonçant des faits pouvant s’apparenter à du harcèlement sexuel de la part de Thomas Guénolé » et que « le dossier était en cours d’instruction ». Le communiqué accuse également Thomas Guénolé d'instrumentaliser « des prétextes politiques pour sa défense ». La dénonciatrice, l'une de ses élèves à Sciences Po en 2017, a vu son nom sur la liste pour les européennes de 2019 et s'est manifestée auprès du Pôle de vigilance et d’écoute du parti le 3 mars 2019 : LFI déclare l'avoir auditionnée le 14 mars,, qu'une délégation a ensuite rencontré Thomas Guénolé, mais « il n'a pas été possible d'avoir d'autres échanges, [ce dernier] ayant choisi de judiciariser la procédure et de saisir son avocat »,. Dans un deuxième communiqué, LFI répond aux critiques de Thomas Guénolé que « jamais il n’avait exprimé de telles positions auparavant ». Similairement, Alexis Corbière déclare être « abasourdi » et n’avoir jamais entendu Thomas Guénolé exprimer ces griefs. Dans un troisième communiqué, le comité électoral de LFI annonce le retrait de la candidature de Thomas Guénolé de la liste LFI aux élections européennes de 2019. Thomas Guénolé dément l'ensemble des accusations de LFI, estime que ses critiques en interne sur le fonctionnement du mouvement ont fait de lui la cible de « méthodes staliniennes », et annonce porter plainte contre l'accusatrice pour dénonciation calomnieuse.
Le 6 juin 2019, Thomas Guénolé poursuit en justice La France insoumise pour avoir « bafoué ses droits humains ». LFI est poursuivie pour sa procédure interne organisée contre Guénolé : organisation selon lui illicite d'un procès pénal, refus de lui donner accès aux documents, refus de l'assistance d'un avocat, etc. Il affirme que les faits qui lui ont été reprochés ne relèvent pas du délit de harcèlement sexuel. Il affirme également que l'« accusation pénale entreprise dans un cadre associatif », une procédure illégale selon lui, a conduit à le présenter à tort dans la presse comme « accusé de harcèlement sexuel », d'où un dommage à sa réputation,.
En février 2020, Thomas Guénolé porte plainte pour diffamation non publique contre Danielle Simonnet, élue LFI et auteure du rapport interne au parti l'ayant accusé de « harcèlement sexuel ». Le 9 novembre 2020, Danielle Simonnet ayant plaidé la vérité des faits, le tribunal de police de Paris rejette son offre de preuves, constatant donc l'absence de preuve pour accuser Guénolé, mais relaxe Simonnet au motif de la bonne foi. Thomas Guénolé décide de faire appel de la décision : le 23 mars 2022, la cour d'appel de Paris confirme le premier jugement. Thomas Guénolé annonce se pourvoir en cassation.
Selon Le Monde, dans cette affaire Thomas Guénolé est « parti avec fracas en 2019 [de La France insoumise] en dénonçant le côté « kafkaïen » d’une procédure interne pour des faits assimilés à du harcèlement sexuel, faits qu’il a toujours contestés et qui ont donné lieu à un procès en diffamation ». Le tribunal qui a examiné sa plainte pour diffamation estime que Thomas Guénolé a été accusé « sans preuve et sans témoin ».
En 2022, dans un article-enquête du Monde, Hélène Franco, magistrate et ancienne militante aux côtés de Jean-Luc Mélenchon, déclare au sujet du comité de suivi contre les violences sexistes et sexuelles (CVSS) de La France Insoumise : « Il faut être franc, ce comité est devenu au fil du temps un rasoir à deux lames. La première sert à dire à l’extérieur que l’on s’occupe du sujet et évite que l’on dépose plainte. La seconde, c’est pour dégager les emmerdeurs, ceux qui veulent des places ou contestent le fonctionnement interne. C’est le cas Guénolé ».

#### Sortie du livreLa Chute de la maison Mélenchon
Le 10 octobre, sous le titre « Le livre que Mélenchon tente de censurer », Le Point révèle que les éditions Albin Michel ont reçu des avocats de Jean-Luc Mélenchon et de La France insoumise, « un mois avant l'échéance, une « mise en demeure [les] sommant [d'envoyer un exemplaire de l'ouvrage pour] en contrôler le contenu et s'assurer de l'absence de propos illicites ». Le 11 octobre, Libération révèle que dans son courrier de réponse rejetant cette mise en demeure, l'avocat d'Albin Michel écrit aux avocats de La France insoumise qu'« il n’existe plus de possibilité de censure préalable d’un ouvrage. Ça ne date pas d’hier. On fait généralement remonter ce principe à la Déclaration des droits de l’homme et du citoyen de 1789 dont je tiens l’article 11 à la disposition de vos mandants si ceux-ci avaient quelque difficulté à se le procurer ». Un des avocats de La France insoumise réagit en annonçant que le mouvement a décidé de « s'arrêter là » : « On ne va pas lancer un référé pour obtenir le livre. Ça ferait un nouveau procès médiatique qui nous ferait passer pour des censeurs (…). On va attendre qu’il circule dans les rédactions et voir ce que l’on fait. Et s’il y a des propos diffamatoires, on attaquera ».
Selon Mediapart, la perspective de la parution de ce livre, dont le titre a « fait sortir de ses gonds la direction du mouvement, […] effraie les proches de l’ancien candidat à la présidentielle [Jean-Luc Mélenchon] : c’est la première fois qu’un ancien « insider » de LFI publie un livre sur la formation et son leader ».

#### Réception critique deLa Chute de la maison Mélenchon(2019)
Le 30 octobre 2019, Le Point publie des extraits du livre La Chute de la maison Mélenchon.
Selon Le Monde, « le politologue Thomas Guénolé fait une critique sans concession et argumentée du fonctionnement de La France insoumise, [un] réquisitoire, [décrivant le] fonctionnement en toile d’araignée [de] la maison Mélenchon ». Concernant la procédure infligée par LFI à l’auteur, « son plaidoyer pro domo est d’ailleurs assez convaincant ». Sophia Chikirou, « rouage essentiel du premier cercle, [...] est, en fait, la principale cible du livre. [...] L’aspect le plus intéressant du livre est sans doute le chapitre où M. Guénolé quitte ses habits de procureur pour reprendre ceux de politologue. […] L’auteur explique pourquoi, selon lui, LFI est passé de près de 20 % des suffrages à l’élection présidentielle, à 6,3% lors des élections européennes. Le résultat de 2017 serait ainsi la conséquence d’un ensemble de circonstances favorables qui ont fait de M. Mélenchon le seul ‘‘vote utile à gauche’’ […]. Ce score de 2017 n’était donc qu’un succès éphémère, un vote conjoncturel que M. Mélenchon n’a pas su transformer en socle électoral durable ».
Selon Les Inrocks, ce livre est « un réquisitoire, taillé pour faire mal, contre l’« autoritarisme » : tel qu'il est décrit, le fonctionnement de LFI n'a rien à envier au “centralisme démocratique” jadis pratiqué au sein du PCF. L'auteur, qui a trempé sa plume dans l'acide, décrit donc une ambiance irrespirable, une direction en mode pilote automatique, et une impossibilité à faire entendre une parole dissidente, ce qui expliquerait les départs en chaîne de cadres insoumis depuis deux ans. [...] Thomas Guénolé fait un portrait terrible de Sophia Chikirou, en revenant sur sa gestion du Média. [...] Jean-Luc Mélenchon, dont il chantait il n'y a pas si longtemps les louanges, est décrit comme un parfait tyran, colérique et presque paranoïaque ».
Selon Politis, le livre apporte « un questionnement fondé sur des faits difficilement contestables : [...] le manque de démocratie interne, [...] la délégitimation systématique et le procès en opportunisme intenté contre tous ceux qui critiquent, [...] l’impossibilité des débats, [...] les ennuis judiciaires, [...] l’échec du Média. [...] La partie la plus passionnante du livre de Guénolé se présente […] lorsque l’auteur redevient politologue. Pour lui, ‘‘la tragédie de Mélenchon’’ naît de l’erreur stratégique qui a empêché de transformer ‘‘le vote utile de gauche conjoncturel’’ de 2017 en ‘‘vote utile de gauche structurel’’ ».
Selon Marianne, le livre est « teinté d'amertume et de rancœur, mais minutieusement argumenté ». L’auteur « aurait pu éviter les références trop fréquentes à l'URSS stalinienne » mais « les faits relatés de l'intérieur et avec précision produisent leur effet chez le lecteur ». « Craignant que Guénolé ne rende publiques ses réserves sur le fonctionnement interne du mouvement, la France insoumise semble bien avoir saisi l'occasion d'un signalement fantoche pour exfiltrer le politologue au terme d'une procédure inique » : « les « faits » à l'origine du signalement ne semblent absolument pas relever du harcèlement sexuel ». Ce livre est « une critique étayée du fonctionnement interne de LFI, comparée à une toile d'araignée dictatoriale » : « la démonstration est nourrie par les départs en série de cadres dénonçant les mêmes manques démocratiques. » Marianne relève en outre « une analyse détaillée du risque judiciaire encouru par Jean-Luc Mélenchon et Sophia Chikirou dans le cadre de l'enquête sur les comptes de la campagne présidentielle 2017 », et juge que « le récit des différentes crises du Média » est « assez saisissant ».

### Engagement en faveur des Gilets jaunes
Selon HuffPost, Thomas Guénolé multiplie sur les réseaux sociaux les messages laudatifs sur l'acte III du mouvement des Gilets jaunes du 1er décembre 2018, se félicitant de ce qu'il nomme une « insurrection citoyenne » ; la majorité présidentielle l'accuse alors de complaisance à l'égard des casseurs. En janvier 2019, il fait partie des premiers signataires de la pétition demandant l'amnistie des Gilets Jaunes détenus, poursuivis en justice ou déjà condamnés,. Interrogé sur le mouvement des Gilets Jaunes, il juge que « le niveau d'instabilité politique et sociale est devenu insoutenable », et que « si cela devient plus fort, au point de paralyser le système économiquement, il est possible que le système s'effondre ».

### Autres prises de position
Avec Katerina Ryzhakova, il est co-initiateur d'une pétition pour supprimer les aides publiques touchées par la presse people, au motif que leur modèle économique repose sur le viol du droit à la vie privée : le 11 mai 2015, il fait savoir que la ministre de la Culture Fleur Pellerin a répondu favorablement à cette pétition. Le 3 juin, la ministre confirme qu'elle va supprimer ces aides publiques.
Également avec Katerina Ryzhakova, il est co-initiateur d'une pétition contre le projet de loi relatif au renseignement. Le 28, les co-initiateurs déposent le texte de la pétition et ses plus de 119 000 signatures à l'hôtel Matignon, à l'attention du Premier ministre.
Selon Le Monde, Thomas Guénolé conseille à nouveau Arnaud Montebourg, en lui fournissant des notes, dans la perspective de la candidature de ce dernier à l'élection présidentielle de 2022. 

### Prix du menteur en politique
En 2015, Thomas Guénolé crée le prix du menteur en politique, un prix satirique constitué d'un jury de journalistes qui récompense tous les ans les pires mensonges des personnalités politiques françaises, tous partis confondus,.

## Publications
- Nicolas Sarkozy, chronique d'un retour impossible ?, Paris, First, 2013, 304 p. (ISBN 978-2-7540-5454-6)
- Petit guide du mensonge en politique, Paris, First, 2014, 157 p. (ISBN 978-2-7540-5921-3)
- Les jeunes de banlieue mangent-ils les enfants ? (préf. Emmanuel Todd), Lormont, Le Bord de l'eau, 2015, 214 p. (ISBN 978-2-35687-417-7)
- La Mondialisation malheureuse : inégalités, pillage, oligarchie (préf. Bertrand Badie), Paris, First, 2016, 336 p. (ISBN 978-2-7540-6884-0)
- Islamopsychose : pourquoi la France diabolise les musulmans, Paris, Fayard, 2017, 288 p. (ISBN 978-2-213-70188-2)
- Antisocial : la guerre sociale est déclarée, Paris, Plon, 2018, 288 p. (ISBN 978-2-259-26385-6)
- La Chute de la Maison Mélenchon : Une machine dictatoriale vue de l'intérieur, Paris, Albin Michel, 2019, 256 p.
- Le livre noir de la mondialisation : 400 millions de morts, Plon, 2020.
- Le Souverainisme, Que sais-je, Presses universitaires de France, 2022
- La Fin des haricots, Plon, 2023.
- Manuel de résistance à l'extrême droite Comprendre Combattre Être prêts , Paris : Enrick B. Editions, 2024